# Konferencja w Panglong
Konferencja w Panglong (ang. Panglong Conference, birm. ပင်လုံစာချုပ် /pì̃lòʊ̃ sà ʧʰoʊʔ/) – konferencja międzynarodowa, która odbyła się między 7 a 12 lutego 1947 roku w miejscowości Panglong.
W trakcie konferencji w Panglong liderzy narodów ówczesnej kolonialnej Birmy Brytyjskiej oraz sąsiadujących z nią ziem – Bamarów, Szanów, Kaczinów i Czinów – uzgodnili ogólne ramy ustroju przyszłej niepodległej Unii Birmy. Przyjęte podczas tej konferencji ustalenia znalazły odzwierciedlenie w późniejszej konstytucji Unii Birmy z 1947 roku. Rocznica zakończenia konferencji – 12 lutego 1947 – jest obchodzona w Mjanmie jako święto państwowe pod nazwą Dnia Zjednoczenia (ang. Union Day).
Choć była to już druga międzynarodowa konferencja jaka odbyła się w Panglong – pierwsza miała miejsce w marcu 1946 roku – określenia Konferencja w Panglong używa się powszechnie tylko wobec niej, pomijając najczęściej numerację.

## Tło historyczne
Od zakończenia III wojny brytyjsko-birmańskiej w 1886 roku cały obszar współczesnej Mjanmy znalazł się pod kontrolą imperium brytyjskiego. Tereny zamieszkane przez birmańską większość oraz Arakan znalazły się pod bezpośrednią władzą Brytyjczyków jako Birma Właściwa albo Ministerialna (ang. Proper Burma, Ministerial Burma). Zamieszkane przez mniejszości etniczne pozostałe tereny zależne od dawnego Królestwa Birmy cieszyły się częściową autonomią jako tzw. Obszary Pograniczne (ang. Frontier Areas).
27 stycznia 1947 roku zawarte zostało porozumienie między brytyjskim premierem Clementem R. Attlee, a przywódcami birmańskiego ruchu niepodległościowego z Aung Sanem na czele, które regulowało kwestie związane z odzyskiwaniem niepodległości przez Birmę. Proces ten miał zakończyć się „tak szybko, jak to tylko jest możliwe”. Przyszłe państwo birmańskie miało jednoczyć Birmę Właściwą z Obszarami Pogranicznymi za wyrażoną swobodnie zgodą mieszkańców tych ziem. Uzgodniono, że w celu uzyskania w tej kwestii opinii liderów i przedstawicieli narodów Obszarów Pogranicznych zwołana zostanie konferencja w Panglong.
Połączenie narodów Birmy Właściwej i Obszarów Pogranicznych w jednym państwie nie było rzeczą oczywistą. Część tych ziem (Arakan, Dolna Birma) wchodziła w skład Królestwa Birmy jeszcze przed jego zniszczeniem przez Brytyjczyków, podczas gdy inne (Czin, Kaczin, Szan) nie były częścią Birmy przedkolonialnej, a jedynie były od niej w różnym stopniu zależne i zostały podbite dopiero przez Brytyjczyków. Jeszcze przed wybuchem II wojny światowej formowały się wśród ich mieszkańców ruchy nacjonalistyczne mające wzajemnie antagonistyczne cele i osłabiające pozycję tradycyjnych liderów i elit. Szczególnie silną niechęć do tworzenia wspólnego państwa z Birmańczykami przejawiali Karenowie. W trakcie wojny pozostawali oni wiernymi sojusznikami Brytyjczyków, od których otrzymywali zapewnienia, że nie zostaną przekazani pod władzę Birmańczyków.
Z kolei po stronie birmańskiej nie brakowało przeciwników autonomii Obszarów Pogranicznych w przyszłym państwie birmańskim: dwóch członków delegacji birmańskiej, U Saw oraz Ba Sein, nie podpisało porozumienia Attlee-Aung San demonstrując w ten sposób swoje obawy przed zawartym w nim zagrożeniem podziałem przyszłego państwa.
Także wśród Brytyjczyków nie było jednomyślności. Dyrektor Obszarów Pogranicznych pułk. H. N. C. Stevenson był zwolennikiem zebrania wszystkich ziem Obszarów Pogranicznych wraz z zamieszkującymi je ludami w jedno państwo (ang. United Frontier Union, pol. Unię Zjednoczonego Pogranicza) włączone do Wspólnoty Brytyjskiej. Gubernator Birmy, Hubert Rance, postulował z kolei utworzenie jednego państwa birmańskiego obejmującego całość wspomnianych ziem. Lewicowy rząd Attlee przeciwny był tworzeniu na obszarze postkolonialnym państw w jakikolwiek sposób zależnych od dawnej metropolii, w związku z czym plan Stevensona został odrzucony, a on sam odwołany ze stanowiska na tydzień przed rozpoczęciem konferencji.

## Przebieg konferencji

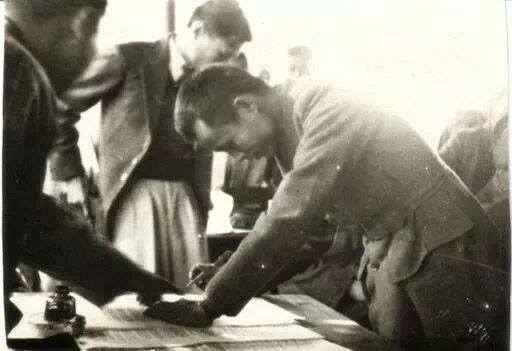
Aung San podpisuje Porozumienie

Konferencja rozpoczęła się 7 lutego 1947 roku. Udział w niej wzięły delegacje reprezentujące Birmańczyków, Kaczinów, Czinów i Szanów. Karenowie wysłali jedynie obserwatorów, a Monowie i Arakanowie nie byli reprezentowani w ogóle, gdyż zamieszkane przez nich ziemie wchodziły w skład Birmy Właściwej. Na czele delegacji birmańskiej stał Aung San. Okazał się on bardzo sprawnym negocjatorem zarówno podczas obrad, jak i w trakcie rozmów zakulisowych. Kaczinowie uzyskali zapewnienie o utworzeniu z ich ziem oddzielnego stanu w obrębie przyszłej Birmy, a szańscy saopha potwierdzenie autonomii ich rządów. Do historii przeszły słowa wypowiedziane przez Aung Sana na zakończenie negocjacji: 

Jeśli Birma dostanie jednego kyata, wy także otrzymacie jednego

 (ang. if Burma receives one kyat, you will also get one kyat). Rozumiane są one jako deklaracja równości narodów przyszłej Birmy i odejście od praktyki ekonomicznego zaniedbywania terenów górskich. Ostateczny tekst porozumienia podpisany został 12 lutego 1947 roku przez Aung Sana ze strony birmańskiej oraz przez 13 przedstawicieli Szanów, 6 delegatów Kaczinów i 3 Czinów. 4 obserwatorów kareńskich nie podpisało Porozumienia.

## Porozumienie z Panglong

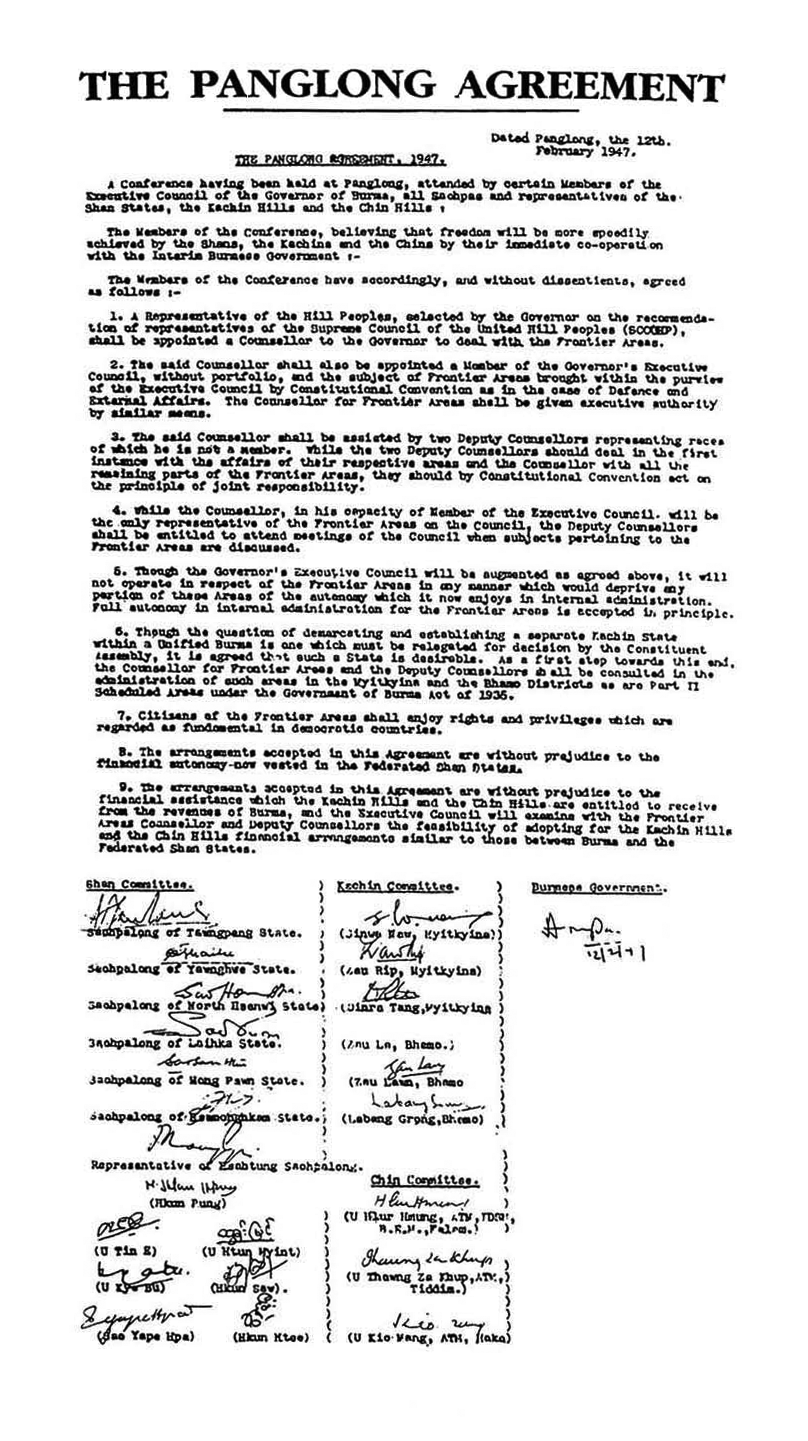
Porozumienie z Panglong

Porozumienie zawierało dziewięć uzgodnień:
1. W kwestiach związanych z Obszarami Pogranicznymi wypowiadać się miał Doradca Gubernatora będący reprezentantem narodów zamieszkujących Obszary i wyznaczony przez Gubernatora na podstawie rekomendacji Najwyższej Rady Zjednoczonych Narodów Obszarów Górskich.
2. Doradca ten miał też objąć stanowisko ministra bez teki w Radzie Wykonawczej Gubernatora. Sprawy związane z Obszarami Pogranicznymi miały się tym samym znaleźć w zakresie kompetencji Rady, a Doradca miał uzyskać prerogatywy podobne do posiadanych przez innych jej członków.
3. Doradcę mieli wspierać dwaj Zastępcy, pochodzący z narodów, których nie był on członkiem. Zastępcy mieli się zajmować sprawami swoich narodów, a Doradca także sprawami narodów niemających swojej reprezentacji. Wszyscy mieli działać na zasadzie wspólnej odpowiedzialności.
4. Jedynym przedstawicielem Obszarów Pogranicznych w Radzie Wykonawczej miał być Doradca, jednak jego zastępcy mieli prawo uczestniczenia w posiedzeniach Rady podczas omawiania kwestii związanymi z Obszarami Pogranicznymi.
5. Zasadą działania Rady Wykonawczej Gubernatora miało być poszanowanie pełnej autonomii Obszarów Pogranicznych w kwestiach administracji wewnętrznej. Choć skład Rady miał zostać poszerzony o przedstawiciela Obszarów Pogranicznych, nie miała ona prawa podejmowania decyzji wiążących się z jakimkolwiek ograniczeniem zakresu autonomii wewnętrznej administracji tych Obszarów.
6. Kwestię wyznaczenia granic i ustanowienia w obrębie Zjednoczonej Birmy oddzielnego Stanu Kaczin pozostawiono przyszłemu Zgromadzeniu Konstytucyjnemu, zgadzając się jednak, że powstanie takiego stanu jest pożądane. Pierwszym krokiem w tym kierunku miało być przyjęcie zasady, iż w kwestiach związanych z administracją na terenach dystryktów Myitkyina i Banmaw konsultacji mieli udzielać Doradca Gubernatora i jego Zastępcy.
7. Członkowie narodów Obszarów Pogranicznych mieli cieszyć się prawami i przywilejami uznawanymi w państwach demokratycznych za fundamentalne.
8. Uzgodnienia zawarte w Porozumieniu miały nie naruszać autonomii finansowej, jaką cieszyła się Federacja Państw Szanów.
9. Uzgodnienia te miały też nie naruszać praw ziem Kaczinów i Czinów do przysługującego im udziału w dochodach Birmy, a Rada Wykonawcza miała się skonsultować z Doradcą Gubernatora i jego Zastępcami w kwestii przyjęcia dla tych ziem rozwiązań podobnych do tych, jakie istniały pomiędzy Birmą, a Federacją Państw Szanów.

## Znaczenie Konferencji w Panglong
Znaczenie konferencji przekracza o wiele poczynione podczas niej formalne uzgodnienia – jej duch jest ważniejszy od litery porozumień. Podpisane w jej trakcie Porozumienie stało się podstawą do opracowania pierwszej konstytucji niepodległej Birmy, uwzględniającej federalny model państwa i pozostawiającej narodom dawnych Obszarów Pogranicznych ich autonomię. I choć konstytucja ta nie była wolna od sprzeczności, a jej artykuły dotyczące mniejszości nie były w pełni respektowane, to Konferencja w Panglong dowiodła, że porozumienie między Birmańczykami a mniejszościami etnicznymi jest możliwe, jeśli wszystkie strony wykażą się wolą współpracy i będą gotowe na zawarcie kompromisu.